# 梁冠华
梁冠华（1964年9月30日—），男，汉族，籍贯北京，因体型较胖，外号“胖哥”。为北京人民艺术剧院一级演员，同时为中国戏剧家协会会员、北京戏剧家协会会员、中国话剧艺术研究会会员、中国电视艺术家协会会员，并任北京市青联委员、北京市政协委员。
梁冠华戏路宽广，从《贫嘴张大民的幸福生活》里的贫嘴油滑的小人物张大民到《神探狄仁杰》中心系百姓、断案如神的一国宰辅狄仁杰均能胜任。其主演的《神探狄仁杰》尤为观众所称道，他也与该剧的导演钱雁秋、演员张子健三人长期合作，被称作“铁三角”。

## 生平
1964年9月30日，梁冠华出生于北京，父母均从事医学相关工作，但父母太忙而被送往天津姥姥家，直至7岁被父母接回北京。
1981年，梁冠华报考北京人民艺术剧院学员班，在考试中表演了小品《春游归来》和《临时保姆》，得到了考官认可，在6月进入北京人民艺术剧院演员训练班，和宋丹丹等人成为了同班同学。1984年9月毕业并留任北京人民艺术剧院演员。
1984年，梁冠华在话剧《红白喜事》饰演郑热闹，并以此获1984年全国戏曲、话剧、歌剧观摩演出主演二等奖和1987年的第4届中国戏剧梅花奖。1998年，梁冠华参演电视剧《贫嘴张大民的幸福生活》，饰演主角张大民，并以此获得2000年第10届春燕奖电视剧优秀男主角奖、2002年第21届中国电视剧飞天奖优秀男演员奖，从此为观众所熟悉。之后，梁冠华凭借在《茶馆》《蔡文姬》《狗儿爷涅盘》三部话剧中的表现，成为了北京人民艺术剧院的“台柱子”之一。
2003年，梁冠华与导演钱雁秋、演员张子健合作，在《神探狄仁杰》中饰演断案如神的大唐宰相狄仁杰，这也是他塑造的最为经典的形象之一。而梁冠华也由此开始了和钱雁秋、张子健两人的长期合作，被人们称作“铁三角”，直至在2012年拍摄完电视剧《平原烽火》后散伙。
2019年，历史古装剧《大明風華》上映，在其中饰演朱高炽的梁冠华再次受到人们关注，被认为开启了事业第二春。

## 影视作品

### 电视剧
- 1985年《寻找回来的世界》中为剧中“郭喜相”配音
- 1986年《甄三》中为剧中“少年甄三”配音
- 1990年《渴望》 饰 大头
- 1992年《编辑部的故事》 饰 食堂王师傅
- 1996年《都市英雄》 饰 喜子
- 1998年《二马》 饰 李子荣
- 1998年《戊戌风云》（又名《帝妃爱情》）饰 李莲英
- 1998年《东周列国春秋篇》 饰 公孙无知
- 1999年《烟雨红尘》 饰 胡四海（警备司令）
- 2000年《贫嘴张大民的幸福生活》 饰 张大民
- 2001年《孙中山》 饰 黄兴
- 2002年《天下第一丑》 饰 路登高
- 2003年《庖丁奇谈》 饰 鲍余
- 2003年《追梦谷》 饰 刘晨伟
- 2003年《开心就好》 饰 鲁东华
- 2003年《聚宝盆》 饰 苏半城
- 2004年《情感衝擊線》 饰 温贵
- 2004年《神探狄仁杰第一部》 饰 狄仁杰
- 2005年《狸猫换太子传奇》 饰 寇准
- 2005年《一帘幽梦》 饰 安德新
- 2006年《江湖俏佳人》 饰 柳一条
- 2006年《星火》 饰 何念祖
- 2006年《神探狄仁杰第二部》 饰 狄仁杰
- 2007年《家和万事兴之抬头见喜》 饰 成家栋
- 2007年《家事如天》 饰 郑大龙
- 2008年《神探狄仁杰第三部》 饰 狄仁杰
- 2008年《根在中原》 饰 苏味道
- 2009年《猎鹰1949》 饰 老板（严森）
- 2010年《神斷狄仁傑》 饰 狄仁杰
- 2011年《护国大将军》 饰 袁世凯
- 2011年《飞虎神鹰》 饰 杜马
- 2011年《江南传奇之十五贯》 饰 況鈡
- 2012年《孤岛飞鹰》 饰 章啸天（于秀清）
- 2012年《平原烽火》 饰 邓文昌
- 2015年《乞丐大掌柜》 饰 钱云贵
- 2016年《五鼠闹东京》 饰 包拯
- 2016年《金水桥边》 饰 關全和
- 2016年《每个人都有秘密》 饰 沙金荣
- 2017年《神探狄仁杰第四部》 饰 狄仁杰
- 2018年《远方的家》饰  富伯恒
- 2018年《袁崇焕(邵兵版)（日语：袁崇煥 (中華人民共和国のテレビドラマ)）》饰  魏忠贤
- 2019年《热爱》饰 尚得志
- 2019年《大明风华》饰  朱高熾
- 2020年《胜算》（2015年拍攝）饰 福原
- 2021年《大宋宫词》饰 寇准
- 2021年《古董局中局之掠宝清单》饰  裴翰林（客串）
- 2021年《舍我其谁》饰 解寒洲 （客串）
- 2022年《相逢时节》饰 张立新
- 2022年《了不起的D小姐》（網絡劇）饰 顾静江
- 2022年《天下长河》饰 索额图
- 2023年《妙手》（網絡劇）饰 吴仁耀
- 2024年《雪迷宫》（網絡劇）饰  郑父
- 2025年《无所畏惧之永不放弃》饰 孙铭山
- 待播中《大生意人》
- 待播中《漂洋过海来送你》（網絡劇）
- 待播中《书圣王羲之》饰 王导

### 电影
- 1986年《迷人的乐队》 饰 大号手张魁武
- 1987年《村路带我回家》 饰 盼雨
- 1987年《金匾背后》 饰 银龙
- 1988年《傻冒经理》 饰 胖旅客
- 1991年《曼茶罗》 饰 马总
- 1991年《青春无悔》 饰 胖子
- 1992年《烧郎红》 饰 师兄
- 1994年《爱情傻瓜》 饰 “大腕儿”的经纪人
- 1996年《太阳火》 饰 孔高诚（便衣警察）
- 1997年《有话好好说》 饰 饭店经理
- 2001年《美丽的家》 饰 张大民
- 2002年《天天有太阳》 饰 出租汽车司机“何大有”
- 2003年《午夜凶案》 饰 胖子
- 2003年《皆大欢喜》 饰 酒吧老板

### 话剧
- 1982年《蔡文姬》 饰 胡兵、汉乐师
- 1983年《王建设当官》 饰 王建设
- 1983年《吴王金戈越王剑》 饰 赵国百姓、武士
- 1984年《小巷深深》 饰 丁志良
- 1984年《红白喜事》 饰 郑热闹
- 1985年《小井胡同》 饰 大马
- 1986年《二次大战中的帅克》 饰 帅克
- 1986年《狗儿爷涅盘》 饰 陈大虎
- 1986年《上帝的宠儿》 饰 风言
- 1986年《彼岸》 饰 形体训练主持人
- 1987年《纵火犯》 饰 施密茨
- 1988年《骆驼祥子》 饰 刘四爷
- 1990年《田野，田野》 饰 韩大嘞嘞
- 1990年《智者千虑，必有一失》 饰 马玛耶夫
- 1990年《天下第一楼》 饰 罗大头、王子西
- 1990年《茶馆》 饰 刘麻子、黄胖子
- 1990年《幽默短语集锦——执法如山》 饰 小环子
- 1990年《幽默短语集锦——外币专家》 饰 胖子
- 1992年《虎符》 饰 魏王
- 1993年《鸟人》 饰 胖子
- 1993年《戏剧卡拉OK——开场》 饰 老板
- 1993年《戏剧卡拉OK——新年鲜花》 饰 冯国强
- 1994年《阮玲玉》 饰 马大哥
- 1994年《蝴蝶梦》 饰 高县尉
- 1994年《哈姆雷特》 饰 波洛涅斯、哈姆雷特
- 1996年《篱笆》 饰 特鲁依
- 1996年《红河谷》 饰 疯老爷子
- 1997年《鱼人》 饰 万司令
- 1997年《古玩》 饰 韩红木
- 1999年《茶馆》 饰 王利发
- 2000年《风月无边》 饰 一灯法师
- 2001年《蔡文姬》 饰 曹操
- 2002年《狗儿爷涅盘》 饰 狗儿爷
- 2005年《茶馆》（复排）饰 王利发

## 曾获奖项
- 1984年在《红白喜事》中扮演热闹获全国戏曲、话剧、歌剧观摩演出主演二等奖
- 1987年获第四届中国戏剧梅花奖
- 1995年被评为北京市优秀青年知识分子
- 1995年话剧《鸟人》获北京市政府颁发“优秀新剧目展演优秀表演奖”
- 1996年获第三届中国话剧研究会金狮表演奖
- 1998年获国务院颁发政府津贴
- 1999年因出演《古玩》中韩红木获1996－1999年度北京市新剧（节）目评奖演出优秀表演奖
- 2000年荣获第十届春燕奖电视剧优秀男主角奖
- 2001年获第十八届中国戏剧梅花奖
- 2002年第二十一届全国电视剧“飞天奖”最佳男演员奖